# Elkalyce ornata
Elkalyce ornata är en fjärilsart som beskrevs av Pionneau 1927. Elkalyce ornata ingår i släktet Elkalyce och familjen juvelvingar. Inga underarter finns listade i Catalogue of Life.